# Paridade de rede
| Paridade de rede atingida dantes de 2014 Paridade de rede atingida só para preços pico Paridade de rede atingida após 2014 Estados de EEUU que atingirão a paridade de rede proximamente |

Estado da paridade de rede de instalações solares fotovoltaicas ao redor do mundo:
Fonte: Deutsche Bank, fevereiro de 2015

A paridade de rede define-se como o momento no que uma fonte de geração de energia elétrica a um custo inferior ou igual ao preço generalista de compra da eletricidade diretamente da rede elétrica.
Considera-se que atingir a paridade de rede é um ponto de inflexão importantíssima no desenvolvimento de novas fontes de energia. Supõe o ponto a partir do qual uma fonte de produção energética pode se converter num direto competidor das energias convencionais, levando a cabo seu desenvolvimento sem subsídios ou apoio governamental. Este termo é empregado principalmente em referência a fontes de energia renovável, mais especificamente a energia solar fotovoltaica e a energia eólica. Crê-se amplamente que o alcance da paridade de rede, terá como consequência uma mudança radical no mix de geração energética.
Alemanha foi um dos primeiros países onde se atingiu a paridade de rede em instalações fotovoltaicas em 2011 e 2012, para grandes centrais de conexão à rede e pequenas instalações sobre telhado, respetivamente.:11 A princípios de 2014, a paridade de rede fotovoltaica tinha-se atingido em pelo menos 19 países em todo mundo.

## Energia solar fotovoltaica

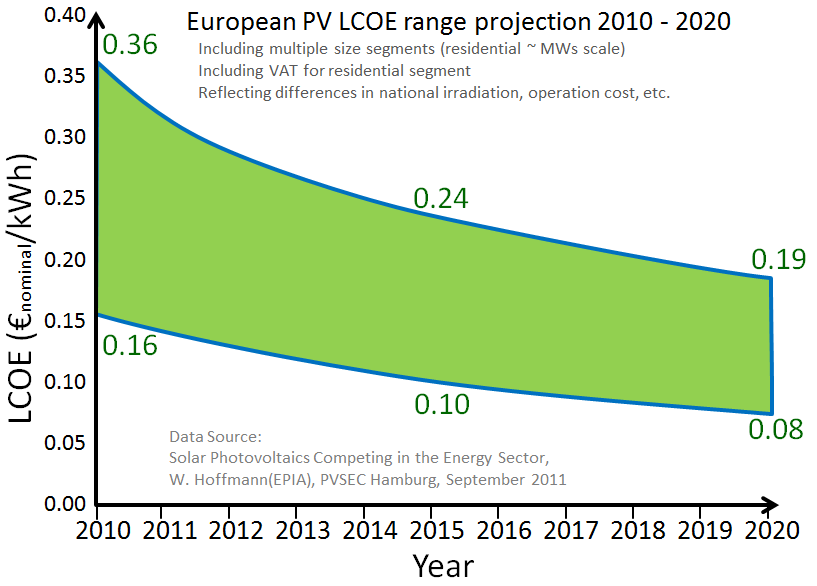
Projecção do custo de produção de energia fotovoltaica em Europa

O conceito de paridade de rede usa-se habitualmente no campo da energia solar, especificamente no da energia solar fotovoltaica. Isto é devido à redução em massa do custo dos equipamentos que fazem possível esta fonte de energia (painéis solares, inversores, etc.) que tem tido lugar entre 1990 e 2010, durante os quais o preço se reduziu aproximadamente um total de 25 vezes. Na atualidade este rácio de redução está inclusive acelerando-se: entre finais de 2009 e meados de 2011 o preço dos módulos solares caiu aproximadamente uns 70%. Esta rápida redução de preços não tem precedentes na indústria, e atualmente não mostra sinais de desacelerar.
A solar é a cada vez mais competitiva e em países como Itália e Índia tem atingido a paridade em custos com os outros tipos de energia. A paridade em custos atingir-se-á em muito menos tempo do previsto devido à redução do custo dos painéis solares e em breve, poderia ser muito competitiva sem necessidade de contar com nenhuma ajuda.
Esta redução no custo da energia solar fotovoltaica desde que fabricaram-se as primeiras células solares comerciais produziu-se graças aos avanços tecnológicos, a sofisticação e a economia de escala, conseguindo que o seu custo médio de geração elétrica já seja competitivo com as fontes de energia convencionais num crescente número de regiões geográficas. Sistemas de autoconsumo fotovoltaico e balanço neto estão a conseguir a popularização das instalações fotovoltaicas num grande número de países. Com a tecnologia atual, os painéis fotovoltaicos recuperam a energia necessária para sua fabricação num período compreendido entre 6 meses e 1,4 anos; tendo em conta que sua vida útil média é superior a 30 anos, produzem eletricidade limpa durante mais de 95% de seu ciclo de vida.

### Lei de Naam
A lei de Naam é similar à lei de Moore, mas referida ao custo por watt de energia fotovoltaica. Assim, promediada a trinta anos, a tendência é a uma redução anual de 7% no preço. Os motivos são dois. O primeiro, é que os fabricantes de células solares estão a aprender -da mesma forma que o fizeram os fabricantes de chips- como reduzir o custo de fabricação. Em segundo lugar, a eficiência da célula solar - a parte da energia do sol que lhe chega e que capturada está a melhorar continuamente. No laboratório, os pesquisadores têm obtido eficiências tão altas como podem ser um 41%, algo inédito 30 anos antes. Os métodos de filme fino barato têm obtido eficiências de laboratório tão altas como de 20%, quase o dobro da maioria dos sistemas solares em desenvolvimento instalados hoje em dia. Isto significa que, no futuro, com esta diminuição de 7% nos custos (e 2010 e 2011 têm conseguido estes números) em 20 anos o custo por kilowatt das células solares estará por uns cêntimos de dólar. Por outro lado, a paridade em rede já se conseguiu nos territórios mais ensolaradas.